# Gūrchak (ort i Markazi)
Gūrchak (persiska: گورچک) är en ort i Iran.   Den ligger i provinsen Markazi, i den centrala delen av landet, 280 km sydväst om huvudstaden Teheran. Gūrchak ligger 2 069 meter över havet och antalet invånare är 163.
Terrängen runt Gūrchak är huvudsakligen kuperad, men åt sydväst är den platt. Runt Gūrchak är det ganska glesbefolkat, med 48 invånare per kvadratkilometer. Närmaste större samhälle är Bāzneh, 16,7 km norr om Gūrchak. Trakten runt Gūrchak består i huvudsak av gräsmarker.